# Красноперекопск
Краснопереко́пск (укр. Красноперекопськ, крымскотат. Krasnoperekopsk, Красноперекопск) / Яны Капу - согласно позиции Украины (укр. Яни Капу, крымскотат. Yañı Qapı, Янъы Къапы) — город в северной части Крыма.
Административный центр Красноперекопского района. Образует городской округ Красноперекопск (Красноперекопский горсовет) как единственный населённый пункт в его составе.

## География
Город находится в южной части Перекопского перешейка, на берегу озера Старого к северу от крымской столицы Симферополя. Расположен он на железной дороге Джанкой — Херсон (одной из двух железных дорог, соединяющих Крым с континентом). Расстояние от столицы Крыма 155 км по железной дороге и 124 км по автодороге. Рядом с Красноперекопском проходит Северо-Крымский канал.
Площадь города — 2241,98 га. Процент от общей территории республики — 0,008 %.
Город граничит:
- с востока — с землями Вишневского и Ишуньского сельских советов;
- с запада — Совхозненского сельского совета;
- с севера — Почетненского сельского совета;
- с юга — Ишуньского сельского совета[6].

## История

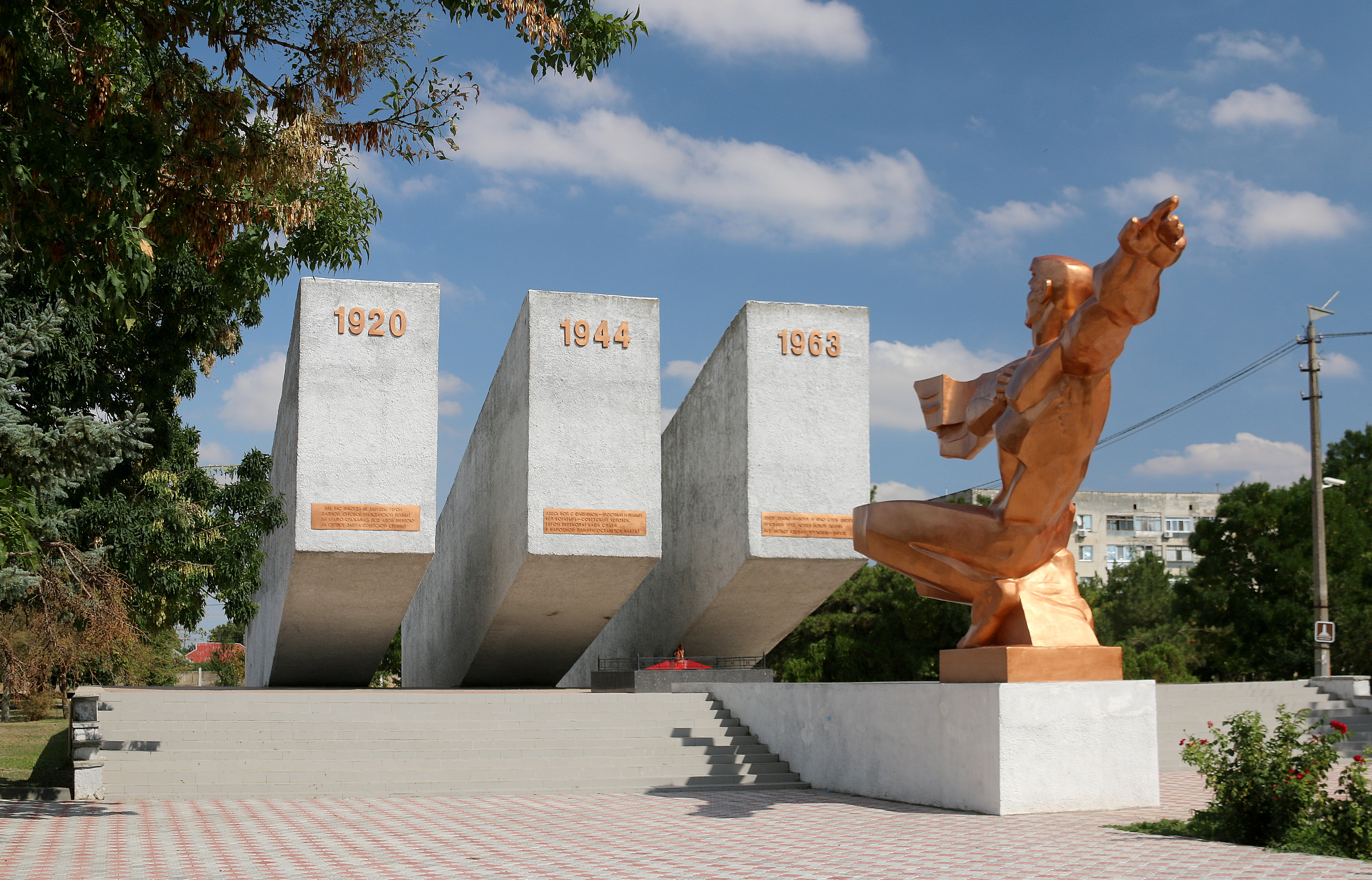
Памятный знак в честь 3-х штурмов Перекопа

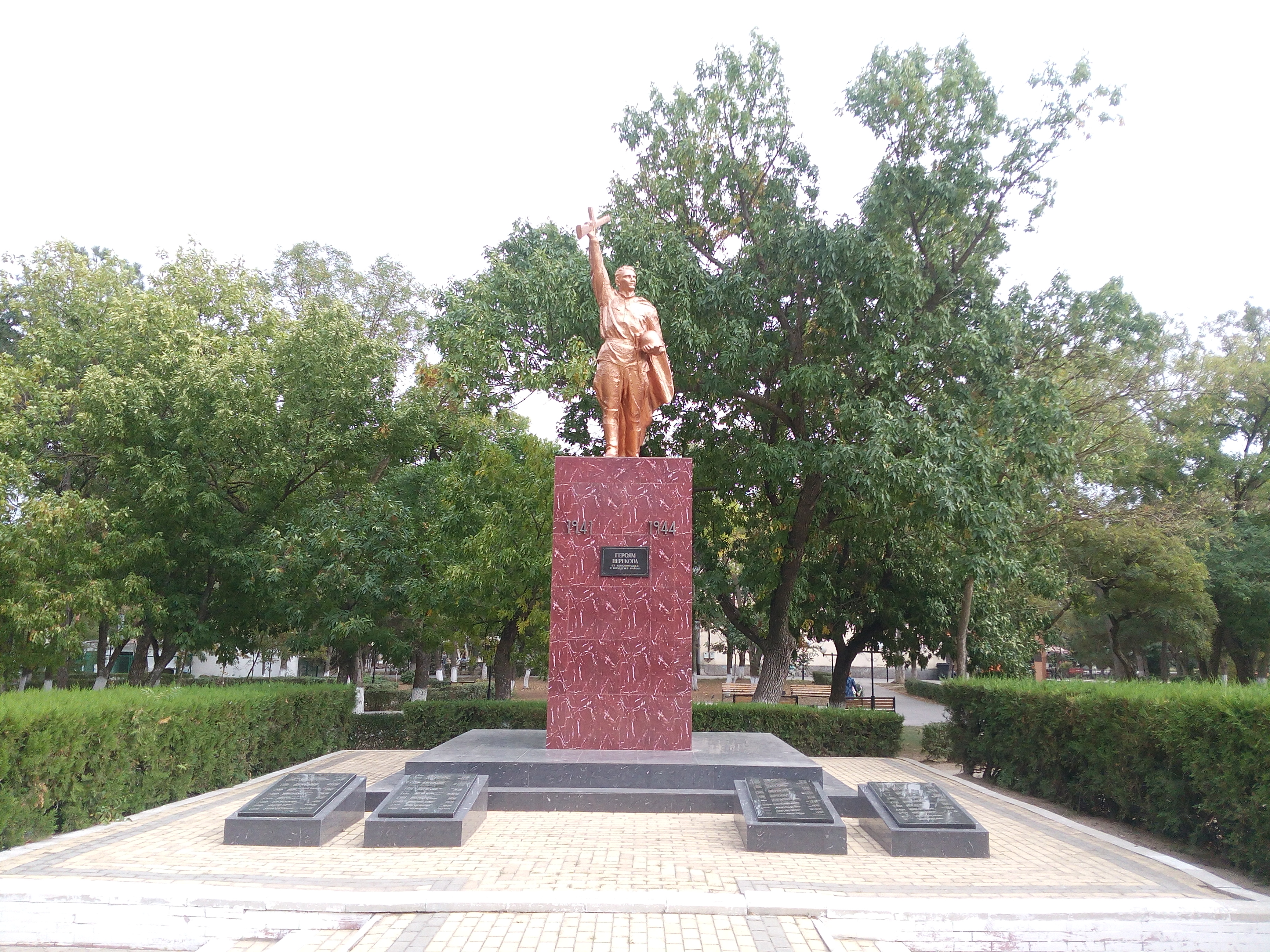
Братская могила

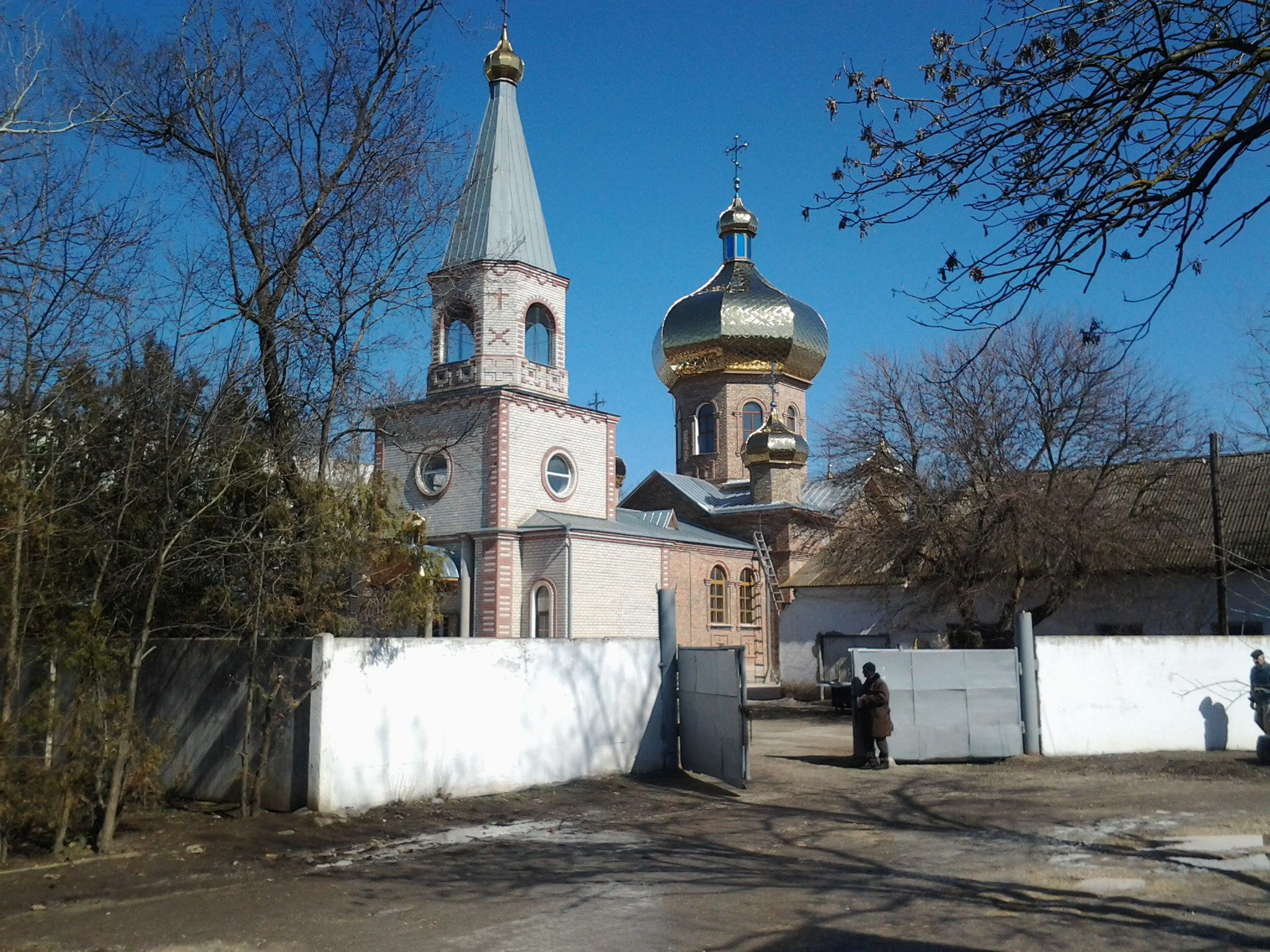
Вознесенский храм

В 1933 году на железнодорожном разъезде 59 км высадилась геолого-разведывательная экспедиция. По итогам работы этой экспедиции было принято решение о строительстве Перекопского бромного завода и закладке будущего города химиков. В сентябре 1932 года у озера Старое, богатого солями брома, натрия, калия, возник новый посёлок — Бромзавод. В 1938 году селение при Перекопском бромном заводе отнесено к разряду рабочего посёлка с присвоением наименования «Красно-Перекопск» в честь красноармейцев, штурмовавших Перекоп в ноябре 1920 года.
Во время Великой Отечественной войны завод был эвакуирован, а посёлок находился в оккупации. 11 апреля 1944 года Красно-Перекопск был освобожден от немецко-фашистских захватчиков. Вскоре и завод вернулся из эвакуации и уже в середине 1946 года дал первую продукцию.
Учитывая уникальные природные запасы, правительство приняло решение о возведении крупнейшего предприятия химической промышленности — содового завода, а для обеспечения промышленного и гражданского строительства был создан мощный строительный трест «Перекопхимстрой». Большой вклад в дело последующего развития Красноперекопска внесли строители Северо-Крымского канала, для которых, начиная с 1961 года, посёлок пять лет был штабом строительства.
С 1964 года название посёлка стало писаться слитно — Красноперекопск. В 1966 году он получил статус города, а в 1976 — города областного подчинения.
Красноперекопск стал крупным промышленным центром Крыма. Здесь была создана первая на Украине экономическая зона — Северо-Крымская экспериментальная экономическая зона «Сиваш». Эксперимент, длившийся 5 лет, успешно завершился: объём промышленного производства за этот период возрос в 7 раз. В январе 2001 года вступил в силу Закон Украины, согласно которому зона «Сиваш» продолжит работу ещё 30 лет в качестве территории приоритетного развития.
12 мая 2016 года парламент Украины, не признающий аннексию Крыма Россией, принял постановление о переименовании города в Яны Капу (укр. Яни Капу, крымскотат. Yañı Qapı, Янъы Къапы) — Новые ворота в соответствии с законами о декоммунизации, однако данное решение не вступало в силу до «возвращения Крыма под общую юрисдикцию Украины». 9 сентября 2023 года, несмотря на отсутствие контроля над полуостровом, вступили в силу поправки, которые ввели в действие данное постановление в отношении Крыма. 
В честь города был назван рейдовый буксир РБ-308 «Красноперекопск», построенный в 1974 году и введённый в состав Военно-морских сил Украины в 1996 году под номером U947 и переименованный в 2016 году в «Яны Капу» с получением номера A947.

## Население
| \| 1939[14] \| 1959[15] \| 1970[16] \| 1979[17] \| 1989[18] \| 1992 \| 1998 \| \| -------- \| -------- \| -------- \| -------- \| -------- \| -------- \| -------- \| \| 1873 \| ↗4169 \| ↗14 664 \| ↗25 584 \| ↗31 143 \| ↗32 300 \| ↘31 800 \| \| 2001[19] \| 2009[20] \| 2010[20] \| 2011[20] \| 2012[21] \| 2013[21] \| 2014[22] \| \| ↘31 023 \| ↘30 282 \| ↘30 201 \| ↘30 086 \| ↘29 944 \| ↘29 815 \| ↘26 268 \| \| 2015[23] \| 2016[24] \| 2017[25] \| 2018[26] \| 2019[27] \| 2020[28] \| 2021[5] \| \| ↗26 349 \| ↘26 139 \| ↘25 769 \| ↘25 450 \| ↘25 187 \| ↘24 864 \| ↗25 569 \| 10 000 20 000 30 000 40 000 1939 1992 2011 2016 2021 |         |         |         |         |         |         |
| 1939 | 1959    | 1970    | 1979    | 1989    | 1992    | 1998    |
| 1873 | ↗4169   | ↗14 664 | ↗25 584 | ↗31 143 | ↗32 300 | ↘31 800 |
| 2001 | 2009    | 2010    | 2011    | 2012    | 2013    | 2014    |
| ↘31 023 | ↘30 282 | ↘30 201 | ↘30 086 | ↘29 944 | ↘29 815 | ↘26 268 |
| 2015 | 2016    | 2017    | 2018    | 2019    | 2020    | 2021    |
| ↗26 349 | ↘26 139 | ↘25 769 | ↘25 450 | ↘25 187 | ↘24 864 | ↗25 569 |

На 1 января 2025 года по численности населения город находился на 563-м месте из 1124 городов Российской Федерации.
Национальный состав населения
По данным переписей населения 2001 и 2014 годов:
| национальность  | 2001, всего, чел. | % от все- го | 2014 всего, чел. | % от все- го | % от указав- ших |
| --------------- | ----------------- | ------------ | ---------------- | ------------ | ---------------- |
| указали         |                   |              | 24864            | 94,66 %      | 100,00 %         |
| русские         | 15736             | 50,92 %      | 15047            | 57,28 %      | 60,52 %          |
| украинцы        | 12631             | 40,87 %      | 7588             | 28,89 %      | 30,52 %          |
| татары          | 145               | 0,47 %       | 660              | 2,51 %       | 2,65 %           |
| крымские татары | 928               | 3,00 %       | 479              | 1,82 %       | 1,93 %           |
| корейцы         | 439               | 1,42 %       | 393              | 1,50 %       | 1,58 %           |
| белорусы        | 366               | 1,18 %       | 236              | 0,90 %       | 0,95 %           |
| армяне          | 80                | 0,26 %       | 73               | 0,28 %       | 0,29 %           |
| молдаване       |                   |              | 52               | 0,20 %       | 0,21 %           |
| поляки          |                   |              | 41               | 0,16 %       | 0,16 %           |
| другие          | 577               | 1,87 %       | 295              | 1,12 %       | 1,19 %           |
| не указали      |                   |              | 1404             | 5,34 %       |                  |
| всего           | 30902             | 100,00 %     | 26268            | 100,00 %     |                  |

## Транспорт
В Красноперекопске есть железнодорожный вокзал (линия Джанкой — Херсон) и автовокзал. Автобусным сообщением город связан с Симферополем и другими населёнными пунктами Крыма, а также с рядом населённых пунктов Украины.
14 сентября 2016 года в Красноперекопске был открыт первый городской муниципальный автобусный маршрут от Бромного завода до Телевышки. Маршрут обслуживается тремя автобусами. Оператор — ГУП РК «Крымтроллейбус».

## Климат
Климат умеренно континентальный, по классификации климатов Кёппена Dfa, граничащий с Dfb, c относительно жарким и сухим летом и умеренно мягкой зимой. Средняя температура января −0,5 °C, июля — +22,8 °C. Уровень осадков — 413 мм в год.
| Показатель                    | Янв. | Фев.  | Март  | Апр.  | Май  | Июнь | Июль | Авг. | Сен. | Окт.  | Нояб. | Дек.  | Год   |
| ----------------------------- | ---- | ----- | ----- | ----- | ---- | ---- | ---- | ---- | ---- | ----- | ----- | ----- | ----- |
| Абсолютный максимум, °C       | 21,4 | 24,9  | 29,7  | 32,5  | 36,2 | 39,7 | 41,9 | 42,9 | 39,2 | 35,3  | 28,7  | 25,9  | 42,9  |
| Средний суточный максимум, °C | 2,8  | 3,6   | 7,5   | 15,3  | 21,4 | 26,0 | 28,9 | 28,5 | 23,3 | 16,3  | 9,7   | 5,5   | 15,6  |
| Средняя температура, °C       | −0,5 | 0,2   | 3,4   | 10,1  | 15,8 | 20,1 | 22,8 | 22,3 | 17,3 | 11,2  | 6,1   | 2,5   | 10,9  |
| Средний суточный минимум, °C  | −3,7 | −3,2  | −0,6  | 5,0   | 10,2 | 14,3 | 16,7 | 16,1 | 11,3 | 6,1   | 2,5   | −0,5  | 6,2   |
| Абсолютный минимум, °C        | −26  | −31,3 | −17,4 | −10,1 | −6,4 | 0,7  | 3,6  | 5,8  | −6,1 | −10,4 | −19,7 | −23,2 | −31,3 |
| Норма осадков, мм             | 34   | 30    | 26    | 28    | 37   | 45   | 42   | 32   | 35   | 28    | 36    | 40    | 413   |
| Источник:                     |      |       |       |       |      |      |      |      |      |       |       |       |       |

## Экономика

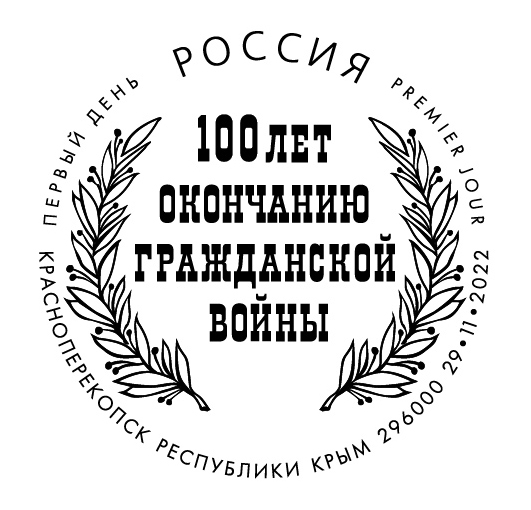
Штемпель, посвящённый 100-летию окончанию Гражданской войны в России

Красноперекопск — индустриальный центр Северного Крыма, специализируется на химической промышленности. Градообразующие предприятие ОАО «Бром» (ранее Перекопский бромный завод) было основано в 1932 г. «Крымский содовый завод» упоминается некоторыми экспертами как один из доноров республиканского бюджета Крыма. С 2007 года работает компания ОАО «Поливтор», которая осуществляет реализацию труб различных размеров, а также производство труб нестандартного размера. С 1998 года действует ЗАО «УКснаб», с марта 2014 года это одно из крупнейших предприятий России по производству пивоохладителей и холодильных шкафов.
Распоряжением Правительства РФ № 1398-р от 29.07.2014 (ред. от 13.05.2016) «Об утверждении перечня моногородов», включён в список моногородов Российской Федерации с наиболее сложным социально-экономическим положением.

## Спорт

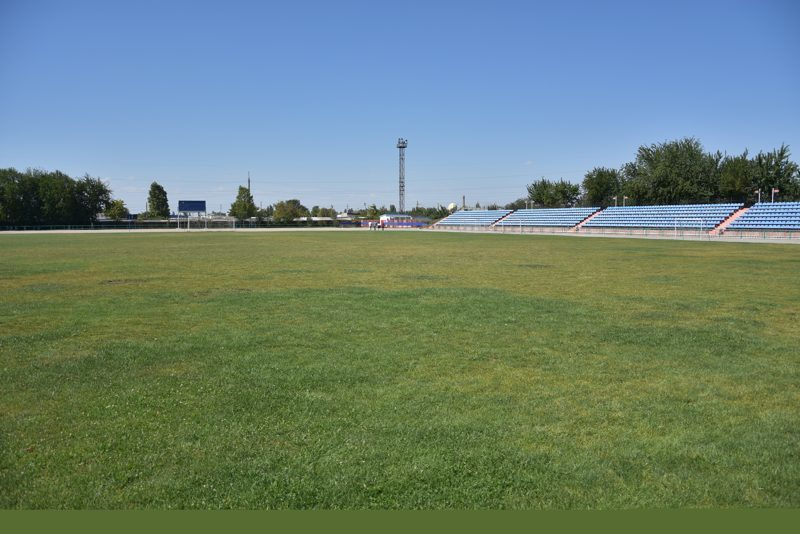
Стадион Химик

- В городе базируется волейбольный клуб «Крымсода», выступавший в Украинской Суперлиге.
- Красноперекопск — база для футбольного клуба «Химик» (1950 год основания), выступающего в Чемпионате Крыма.
- 27 февраля 1996 года в городе родился Владимир Сычевой — российский футболист, нападающий сборной России и клубов Российской премьер-лиги[36].

## Символика
Флаг
Решением сессии Красноперекопского горсовета от 15 июля 2011 года утверждено положение о флаге города, согласно которому: флаг города Красноперекопск представляет собой прямоугольное полотнище с отношением ширины к длине 2:3 из трех соединенных равновеликих полос. Верхняя полоса лазурного цвета, средняя — красного, нижняя — зеленого цвета. По центру флага воспроизведено стилизованное изображение герба города Красноперекопска: тюльпан на фоне перешейка, соединяющего Крымский полуостров с материком, обрамленного водами двух морей и Сиваша. В цветном изображении тюльпан красный, листок и стебель тюльпана — зеленые, перешеек — желтый, воды морей и Сиваша — голубые, волны морей и Сиваша — белые... После произошедшего в феврале—марте 2014 года аннексии Крыма Российской Федерацией решением Красноперекопского городского совета 25 июня 2015 года № 266-1/15 «О символике муниципального образования городской округ Красноперекопск Республики Крым» он был переутверждён. Решением 102 сессии городского совета 1 созыва от 25 октября 2018 г. № 798-1/18 был утверждён новый флаг городского округа Красноперекопск:

Красное прямоугольное полотнище с отношением сторон 2:3, с жёлтым остриём от верхнего края полотнища к нижнему. На жёлтом острие в центре помещено изображение красного тюльпана с тремя лепестками на зеленом стебле с двумя зелёными листьями. В нижнем правом и левом углах красного полотнища размещены жёлтые листья платана с тремя шарами — семенами на веточке.

Герб
Решением Красноперекопского городского Совета народных депутатов от 25 марта 1992 года «О гербе города Красноперекопска» был утверждён герб Красноперекопска, согласно которому герб города Красноперекопска представляет собой изображение тюльпана на фоне изображения перешейка, соединяющего Крымский полуостров с материком, обрамленного водами двух морей и Сиваша. На перешейке расположены три полосы, символизирующие жизненные артерии Крыма — железная дорога, автомобильная дорога и Северо-Крымский канал. Вверху надпись «Красноперекопск». В цветном изображении тюльпан и полоска, обрамляющая герб — красные, листок и стебель тюльпана — зеленые, перешеек — жёлтый, воды морей и Сиваша, три полосы — голубые, волны Сиваша и надпись «Красноперекопск» — белые".. После произошедшего в феврале—марте 2014 года аннексии Крыма Российской Федерацией решением Красноперекопского городского совета 25 июня 2015 года № 266-1/15 "О символике муниципального образования городской округ Красноперекопск Республики Крым он был переутверждён. Решением 102 сессии городского совета 1 созыва от 25 октября 2018 г. № 798-1/1 был утверждён новый герб городского округа Красноперекопска:

В червлёном поле щита золотое опрокинутое остриё, имеющее основанием всю верхнюю сторону щита, обременённое червлёным тюльпаном с тремя лепестками на зелёном стебле с двумя зелёными листьями. В нижнем правом и левом углах щита — золотой лист платана с тремя шарами-семенами на веточке. Щит обрамлен золотой башенной короной о пяти зубцах.

## Города-побратимы
- Дзержинский, Россия[39].